# Мејпл Вали (Вашингтон)
Мејпл Вали (енгл. Maple Valley, лит. прев. Долина Јавора) град је у америчкој савезној држави Вашингтон. По попису становништва из 2010. у њему је живело 22.684 становника.

## Демографија
Према попису становништва из 2010. у граду је живело 22.684 становника, што је 8.475 (59,6%) становника више него 2000. године.
| Група             | 2000.          | 2010.          |
| Белци             | 12.625 (88,9%) | 18.745 (82,6%) |
| Афроамериканци    | 158 (1,1%)     | 471 (2,1%)     |
| Азијати           | 349 (2,5%)     | 1.013 (4,5%)   |
| Хиспаноамериканци | 506 (3,6%)     | 1.293 (5,7%)   |
| Укупно            | 14.209         | 22.684         |